# اهل غرق
اهل غرق یک رمان نوشتهٔ منیرو روانی‌پور، نویسندهٔ ایرانی، است. این کتاب نخستین بار در سال ۱۳۶۸ منتشر شد و مجدداً توسط نشر قصه در سال ۱۳۸۳ در تهران تجدید چاپ شده است.
رمان «اهل غرق» یکی از آثار ادبی شاخص در ایران است که به شیوهٔ رئالیسم جادویی نوشته شده است.
رمان «اهل غرق» بیش از همه در شخصیت‌پردازی و فضاسازی متأثر از رئالیسم جادویی است. حضور عناصر وهمی و تخیلی از قبیل: پریان دریایی، غول زشت‌روی دریاها و نیمه‌انسانی‌بودن قهرمان اصلی داستان رمان را در زمرهٔ آثار رئالیسم جادویی جای داده است.
نویسنده در تلفیق واقعیت و تخیل در بیشتر موارد به‌خوبی از عهده برآمده و در برخی موارد با تفسیر و گزارش گونه کردن حوادث، از لحن قابل‌اعتماد آن می‌کاهد.

## دربارهٔ داستان
داستان اهل غرق در جُفره‌ی بوشهر می‌گذرد و عناصر تکرارشوندهٔ شاخص آثار روانی‌پور در آن نقش پررنگی دارد. عناصری چون طبیعت جنوب ایران و دریا، افسانه‌های جُفره و پری‌های دریایی، طلسمها، ماهی‌گیری و زنان بومی که از کتاب کنیزو (۱۳۶۷) با آن‌ها آشنا شده‌ایم و در «اهل غرق» کامل می‌شوند.
خانم روانی‌پور در این رمان نگاهی پذیرنده و طبیعی به اعتقادات افسانه‌ای بومی‌ها دارد. (بعداً در مجموعهٔ سیریا، سیریا (۱۳۷۲) دیدی انتقادی‌تر به خود می‌گیرد)
شخصیت‌هایی، مانند مادربزرگ، مرد سبزچشم، گلپر و پری‌های دریایی آبی و قرمز و…، همگی در این داستان حضور دارند و همچنان که جفره مسیر تاریخی خود را طی می‌کند، آنان نیز به تکامل می‌رسند.

## مشخصات کتاب
مشخصات چاپ نشر خانه آفتاب‌
- چاپ اول: زمستان ۱۳۶۸
- چاپ دوم: زمستان ۱۳۶۹
- ۳۹۷ صفحه
- بها: ۲۰۰۰ ریال

مشخصات چاپ نشر قصه
- سال انتشار: ۱۳۸۳
- ۳۰۷ صفحه
- بها: ۲۵۰۰۰ ریال
- طراح روی جلد این نسخه: اردشیر رستمی